# Ferreras de Abajo
Ferreras de Abajo ist ein nordwestspanischer Ort und eine Gemeinde (municipio) mit nur noch 451 Einwohnern (Stand: 2024) im Süden der Provinz Zamora in der Autonomen Gemeinschaft Kastilien-León. Zur Gemeinde gehört neben dem namensgebenden Hauptort die Ortschaft Litos.

## Lage und Klima
Ferreras de Abajo liegt am westlichen Rand der Kastilischen Hochebene (Meseta Iberica) in einer Höhe von ca. 820 m. Die Provinzhauptstadt Zamora ist gut 47 km (Fahrtstrecke) in südsüdöstlicher Richtung entfernt. Das gemäßigte Kontinentalklima wird nur selten vom Atlantik beeinflusst; Regen fällt vorwiegend im Winterhalbjahr.

## Bevölkerungsentwicklung
| Jahr      | 1970 | 1981 | 1991 | 2001 | 2011 | 2021 |
| Einwohner | 1363 | 877  | 669  | 627  | 595  | 502  |

## Sehenswürdigkeiten
- Johannes-der-Täufer-Kirche (Iglesia San Juan Bautista)
- Christuskapelle